# Ère Enbun
L'ère Enbun (延文), aussi appelée Embun est une des ères du Japon (年号 nengō lit. « nom de l'année ») de la Cour du Nord durant l'époque Nanboku-cho après l'ère Bunna et avant l'ère Kōan. Cette ère couvre la période allant du mois de mars 1356 au mois de mars 1361. L'empereur siégeant à Kyoto est Go-Kōgon (後光厳天皇, Go-Kōgon-tennō). Le rival de Go-Kōgon à la Cour du Sud durant cette même période est l'empereur Go-Murakami (後村上天皇, Go-Murakami-tennō).

## Contexte de l'ère Nanboku-chō

Les sièges impériaux durant l'époque Nanboku-chō sont relativement proches l'un de l'autre mais géographiquement distincts. Ils sont conventionnellement identifiés ainsi :
Capitale du nord : Kyoto
Capitale du sud : Yoshino.

Au cours de l'ère Meiji, un décret impérial daté du 3 mars 1911 établit que les monarques régnants légitimes de cette époque sont les descendants directs de l'empereur Go-Daigo par l'empereur Go-Murakami dont la Cour du Sud a été établie en exil à Yoshino, près de Nara.
Jusqu'à la fin de l'époque d'Edo, les empereurs usurpateurs (en supériorité militaire) et  soutenus par le shogunat Ashikaga sont erronément inclus dans les chronologies impériales  en dépit du fait incontestable que les insignes impériaux ne sont pas en leur possession.
Cette Cour du Nord illégitime est établie à Kyoto par Ashikaga Takauji.

## Changement d'ère
- 1356, aussi appelée Enbun gannen (延文元年?) : Le nom de la nouvelle ère est créé pour marquer un événement ou une succession d'événements. La précédente ère se termine quand commence la nouvelle, en Bunna 5[5].

Durant la même période, l'ère Shōhei (1346–1370) est le nengō équivalent pour la Cour du Sud.

## Événements de l'ère Enbun
- 1356 (Enbun 1, 7e mois) : Minamoto no Michisuke est avancé dans la hiérarchie de la cour du rang de dainagon à celui de nadaijin[6].
- 1356 (Enbun 1, 7e mois) : Ashikaga Yoshinori est élevé au deuxième rang de troisième classe dans la hiérarchie de la cour[7].
- 1357 (Enbun 2, 2e mois) : L'empereur Go-Murakami, qu'a capturé l'ancien empereur Kōgon, l'ancien empereur Kōmyō et l'ancien empereur Sukō en 1352, les libère et autorise leur retour de Yoshino à Kyoto[7].
- 1358 (Enbun 3) : Mort d'Ashikaga Takauji[8]. Ashikaga Yoshiakira est nommé shogun. Dissension et défections dans le shogunat[9].